# KDStV Carolus Magnus Saarbrücken
Die Katholische Deutsche Studentenverbindung Carolus Magnus (Betonung: Cārolus Māgnus; KDStV Carolus Magnus) Saarbrücken im CV ist eine 1953 gegründete, nichtschlagende, katholische Studentenverbindung. Sie war die einzig anerkannte Gründung einer Studentenverbindung im damals teilautonomen Saarland.

## Geschichte

### Gründungszeit
In der Nachkriegszeit des Zweiten Weltkrieges bemühte sich der CV-Gauverband „Saravia“ um eine Verbindungsneugründung an der gerade entstehenden Universität des Saarlandes. Eine Auflage war seinerzeit die Anerkennung der Präambel zur Verfassung des Saarlandes vom 15. Dezember 1947 im Sinne der Registrierungspflicht im Vereinsgesetz des Saarlandes bei Neugründungen. Der „Saarstaat“ galt zwar formal als souverän, war aber wirtschaftlich der vormaligen Besatzungsmacht Frankreich angegliedert. Nicht zuletzt auch wegen starker politischer Einflussnahme des Nachbarn Frankreich auf Entscheidungen der Landesregierung musste zur Bundesrepublik Deutschland Neutralität und Distanz gewahrt bleiben, de facto war das Saarland ein „Protektorat“ Frankreichs. Dies zeigte sich auch im Bildungssektor. So wurde die Universität des Saarlandes als Ableger der Université de Nancy gegründet und wies eine starke europäische Ausrichtung auf, was sich an der Integration von deutschen und französischen Bildungstraditionen widerspiegelte.
Einen ausgeprägten Deutschlandbezug in der Außendarstellung konnte die Verbindung durch den neutral gehaltenen Namenszusatz „AV“ (Akademische Verbindung), die Anlehnung des Namens an den „Pater Europae“ sowie die offene Formulierung des „Patria-Prinzips“ vermeiden. Dass dies geboten war, zeigte sich am Verbot der Burschenschaft Germania am selben Ort im Gründungsjahr 1951. So war es der neu gegründeten Carolus Magnus schon 1953 ohne besondere Auflagen gestattet, als „befreundete Verbindung“ aktiv an der CV-Woche in Trier teilzunehmen. Sowohl die öffentliche Fahnenweihe, als auch die Verbandsaufnahme verliefen ohne Repressionen. Der Gründungsconvent der AV Carolus Magnus fand am 25. März 1953, die Erstrezeption von Füxen am 10. Juni 1953 statt. Am 15. November 1953 wurde die „AV“ offiziell als KDStV Carolus Magnus in den Cartellverband aufgenommen.

### Saarstatut/Saarfrage
Die Jahre zwischen 1953 und 1955 waren erwartungsgemäß von der Frage des Saarstatuts geprägt, über das am 23. Oktober 1955 ein Plebiszit zu entscheiden hatte, um damit die zukünftige staatliche Zugehörigkeit oder auch weitere Selbstbestimmung des Landes zu regeln. Als Zäsur gilt die Stiftung der Schwesterverbindung KDStV Saarland (Saarbrücken) Jena am 18. Juni 1961, als Spätfolge der (verbindungsintern) über die „Saarfrage“ heftig und kontrovers geführten Debatten, welche die personelle Struktur von Aktivitas und Altherrenschaft vorübergehend schwächte. In der Regenerationsphase ab diesem Jahr existierten zwei CV-Verbindungen nebeneinander in Saarbrücken, wobei die jüngere Verbindung einen marginal höheren Zulauf für sich verzeichnen konnte und erst 2006 an die Friedrich-Schiller-Universität in Jena dislozierte.
Carolus Magnus ist die älteste geduldete Gründung der heute am Ort verbliebenen beiden deutschen sowie beiden französischen Studentenverbindungen in der Zeit des teilautonomen Saarstaats.

## Bekannte Mitglieder
- Bernhard J. Deubig (1948–2018), deutscher Richter und Politiker (CDU), von 1999 bis 2007 Oberbürgermeister von Kaiserslautern
- Heinrich Draeger (1907–1991), 1957 bis 1972 Abgeordneter des Deutschen Bundestages[11]
- Werner Groß, Richter am Bundesgerichtshof
- Heinz Klaus Mertes, deutscher Journalist, Fernsehmoderator und -produzent
- Johann Wilhelm Römer, deutscher Jurist und Politiker (CDU), von 1990 bis 2001 war er Generalsekretär des Deutschen Roten Kreuzes (DRK)
- Ernst Schneider, deutscher Unternehmensberater, Verhaltenstrainer und Fachbuchautor
- Heinz Schwärtzel, deutscher Mathematiker und Informatiker